# آئی هانه‌دا
آئی هانه‌دا (انگلیسی: Ai Haneda؛ زاده ۲۲ سپتامبر ۱۹۸۹) یک بازیگر پورنوگرافی اهل ژاپن است. 